# Kasteel Tongelaar

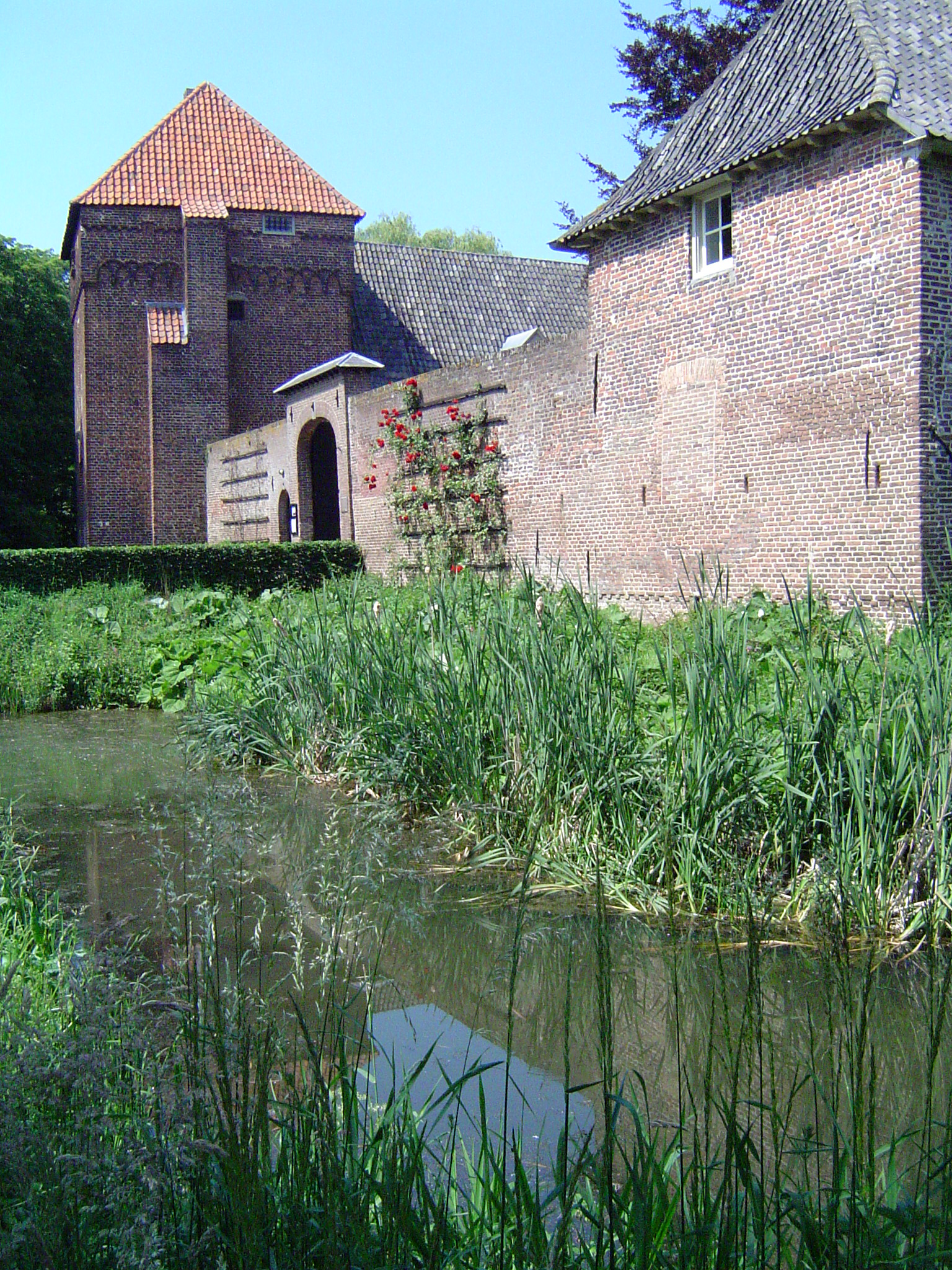
Gracht en toegang

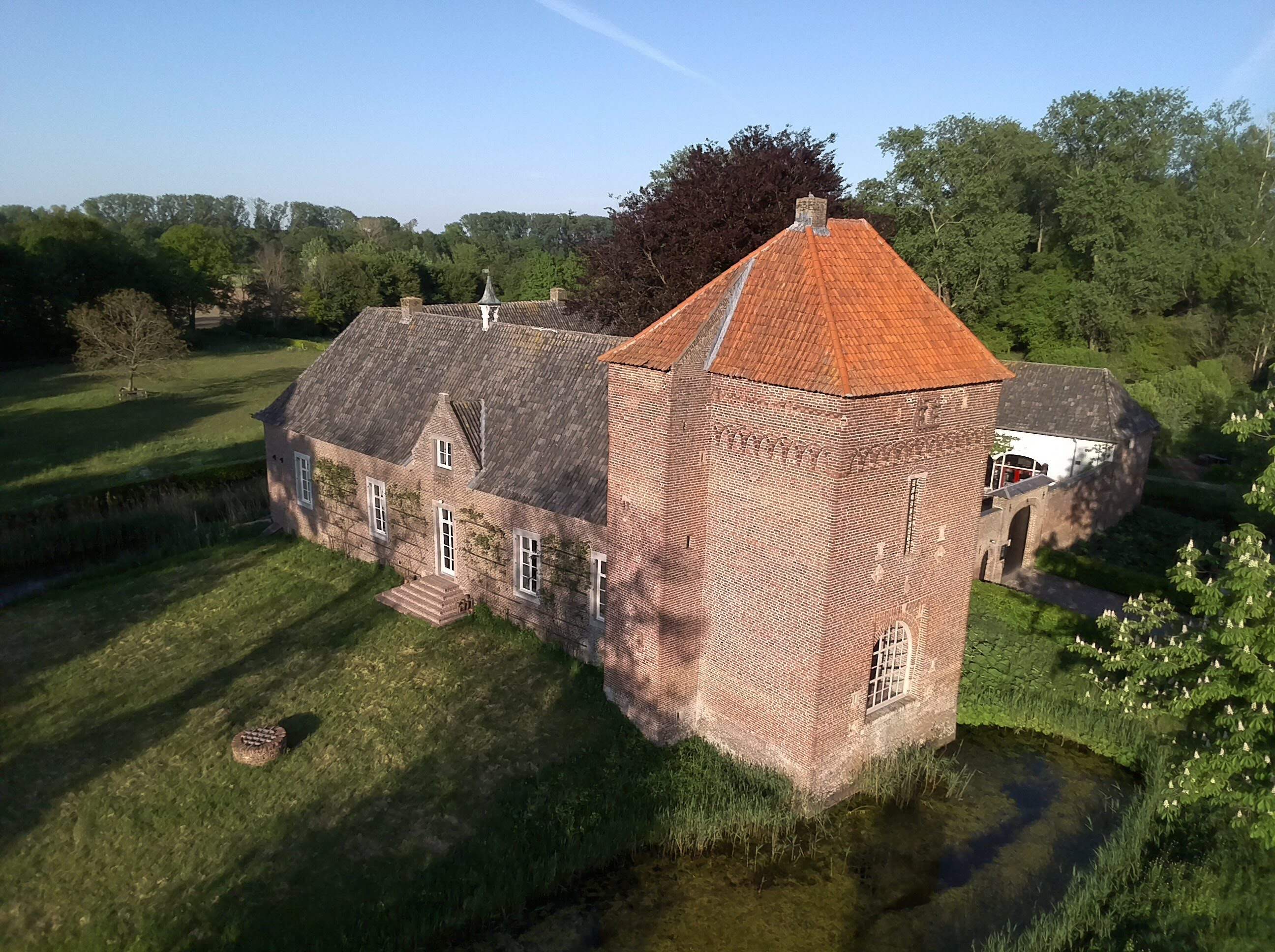
Kasteel Tongelaar

Kasteel Tongelaar (ook: Tongelaer) is een kasteel ten noorden van Mill en ten westen van Beers in de Nederlandse provincie Noord-Brabant. Het omliggende landgoed, tegenwoordig gewoonlijk aangeduid als Tongelaar en omgeving, behoort tot de gemeente Land van Cuijk.

## Geschiedenis
Reeds in de 9e eeuw lag hier een mottekasteel, dat onder meer diende om dekking te zoeken tegen de Noormannen. Aangezien deze locatie behoorde tot het stroomgebied van de Maas, was het er erg moerassig.
Later kwam het in bezit van de heren van het Land van Cuijk, en in 1282 gaf Jan I van Cuijk het in leen aan graaf Floris V van Holland met het recht om er soldaten in te kwartieren. Men sprak van Tongelaar als castrum et monucionem.
In 1296, hetzelfde jaar waarin later Floris V werd vermoord, werd het leencontract verbroken. Jan I was een van de betrokkenen bij het moordcomplot. Er waren zelfs geruchten dat Floris V op Tongelaar zou zijn vermoord, maar dat is onjuist.
Na de moord kwam het kasteel weer in het bezit van de heren van Cuijk. Deze werden geleidelijk aan bondgenoten van de hertogen van Brabant.
In 1377 zou er op het kasteel een beneficie van Sint-Catharina zijn gesticht, en omstreeks 1400 werd melding gemaakt van een Sint-Catharinakapel op het kasteel. Deze kapel werd later ook wel aangeduid als Onze Lieve Vrouwekapel.
Uiteindelijk kreeg de Tongelaar bewoners die leenman waren van de heer van Cuijk. Het betrof Zuid-Nederlandse adel, zoals Cornelis van Merwick, omstreeks 1445, en daarna Willem van Merwick. Diens dochter, Johanna van Merwick, was gehuwd met Arnt van Bocholt. Zij verkregen het goed in 1513.
In 1538 kwam hun zoon, Floris van Bocholt, in het bezit van het kasteel, maar zijn moeder behield het vruchtgebruik ervan. Floris huwde viermaal, en pas bij zijn vierde vrouw kreeg hij een kind, en wel een dochter, Maria van Bocholt. Deze trouwde met Anton van Berchem, en aldus kwam Tongelaar aan het geslacht Van Berchem. De heren van Tongelaar waren ook heer van Berchem.
In 1614 erfde Antons zoon, Hendrik van Berchem, het kasteel. Hij huwde met Isabella Revelasco. Hun zoon, Floris van Berchem, volgde zijn vader op. Floris trouwde met Anne Placide Tserclaes. Hun zoon, Hendrik Anton van Berchem, werd in 1672 met het slot bedeeld. Zijn vrouw was Agatha Clemencia Kieffel, vrouwe van Kraainem (Creijnhem), Sint-Pieters-Woluwe en Sint-Lambrechts-Woluwe. Hij bleef kasteelheer tot 1729. Zijn dochter, Marie Anne Florence Thérèse van Berchem, huwde François de Hinnisdael. Hinnisdael is een buurtschap bij Vechmaal. Hun kinderen Joseph de Hinnisdael en Dorothea de Hinnisdael erfden in 1732 de betreffende heerlijkheden. Joseph was getrouwd met Isabella van Hoensbroek. Hun zoon en opvolger, Henri Antoine Bernard de Hinnisdael, was gehuwd met Marie-Thérèse de Mettecoven.
Vervolgens kwam het kasteel in handen van Henri Bernard François de Hinnisdael, die later onder curatele van zijn zwager, Charles Thiennes de Lombise werd gesteld. In 1839 stierf hij en erfde Maria de Thiennes de Lombise, gehuwd met Prosper de Ribeaucour, het kasteel. Ook haar zus, Françoise de Thiennes de Lombise, gehuwd met Marc de la Boëssière-Thiennes verwierf een deel van het landgoed en uiteindelijk het kasteel. Het werd in die tijd bewoond door een rentmeester. Marc overleed in 1881 en het kasteel kwam aan diens zoon, Gaeten de la Boëssière-Thiennes. Deze verkocht het in 1917 aan Louisa van Nispen, de weduwe van E. van Rijckevorsel van Kessel. In 1918 werd het kasteel, met een aantal boerderijen, doorverkocht aan het echtpaar Van Wagenberg uit Vlijmen. Deze familie verkocht het in 1976 aan G. Theeuwes, en in 1978 kwam het, inclusief het omliggende landgoed, aan de stichting Het Brabants Landschap.

## Het gebouw
Het oudste deel van het huidige kasteel is een vroeg-15e-eeuwse vierkante poorttoren, die onder het dak een lijst heeft met elkaar doorsnijdende boogjes. De benedenruimte is overspannen met een tongewelf, terwijl zich op de eerste verdieping een ruimte met graatgewelf en een oude schouw bevindt. De gebouwen bevinden zich om een binnenplein en met name de 18e-eeuwse westvleugel doet denken aan de stijl van een Limburgse boerderij.

### Gebruik
Het kasteel is in gebruik voor partijen en feesten, vergaderingen, workshops en overnachtingen. Het is een populaire locatie voor trouwerijen. Er worden kunsttentoonstellingen georganiseerd en concerten gegeven.

## Landgoed
Landgoed Tongelaar is vrij toegankelijk om te wandelen en fietsen. Er zijn voor recreanten twee wandelroutes uitgezet: een korte route (blauw) van 3,5km en een langere (rood) van 5,2km. Het overgrote deel van het gebied bestaat uit cultuurland, afgewisseld door bos, lanen en houtwallen. De das is talrijk op Tongelaar, in 2015 werden er vijftig dieren geteld. Ook bevers hebben er na de landelijke herintroductie een woonplaats gevonden.

## Galerij

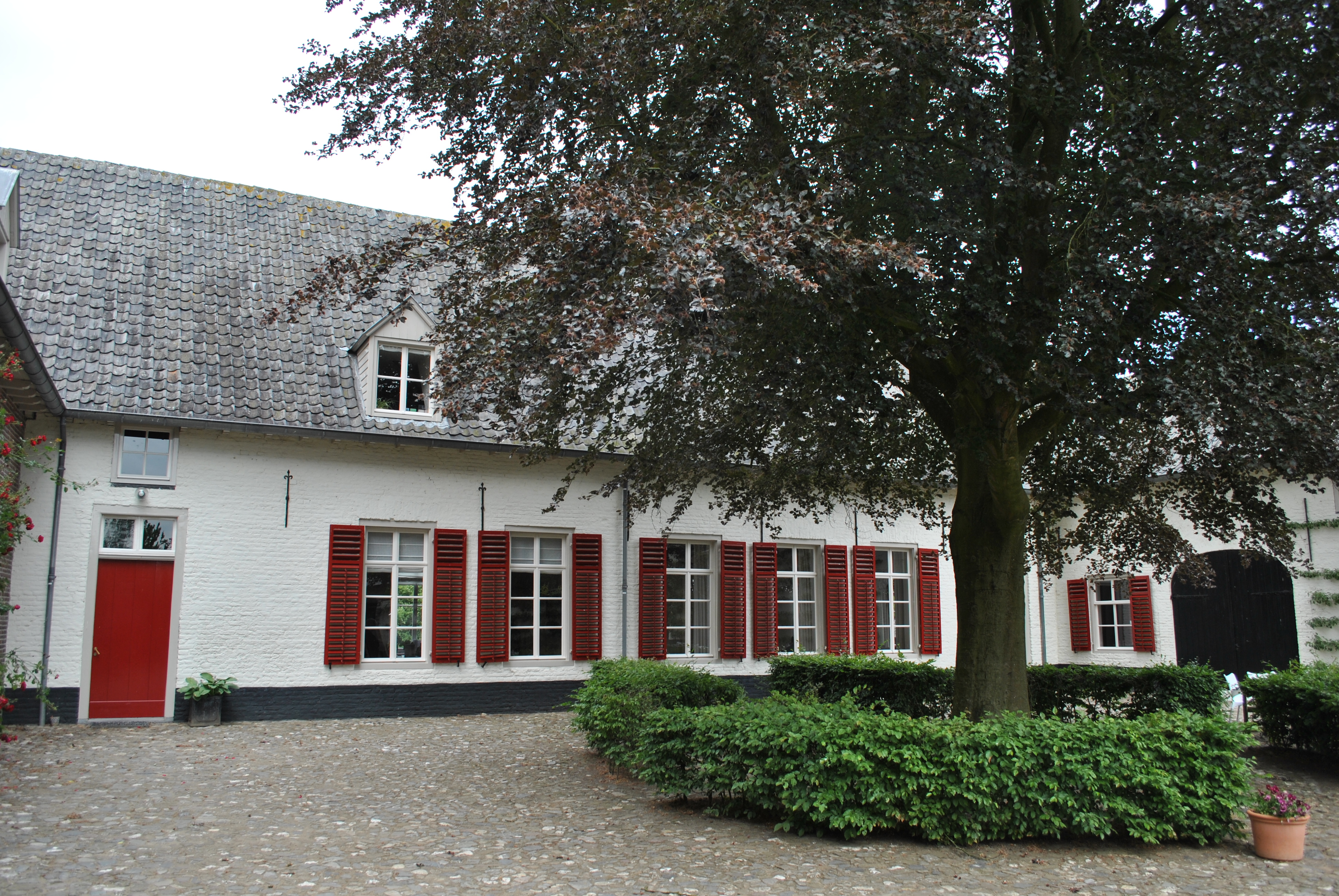
Binnenplaats van het kasteel
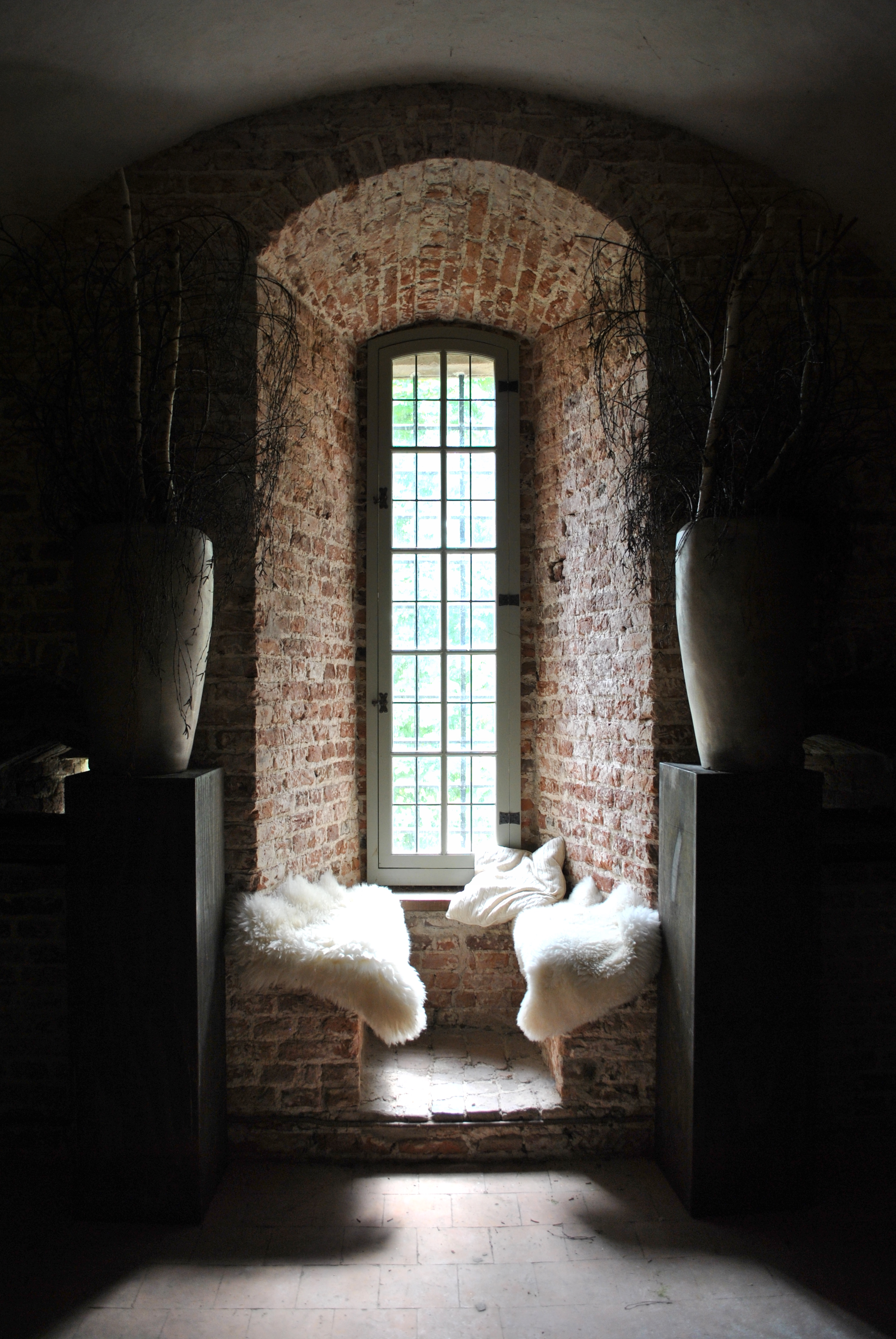
Raam op de eerste verdieping van de toren